# Вулкан Баранского
Вулкан Бара́нского — действующий вулкан на острове Итуруп Большой Курильской гряды.
Сложный стратовулкан с центральным экструзивным куполом. Высота — 1125 м. Расположен в центральной части острова; в северной части Грозного хребта.
Имеет форму усечённого конуса. На вершине вулкана имеется кратер диаметром около 650 м, стенки которого сложены андезитами.
На юго-западном склоне вулкана, на высоте 700 метров, расположен другой кратер в форме разрушенного амфитеатра, ниже которого имеются выходы терм и грязевые котлы.
Историческое извержение в 1951 г. В настоящее время фиксируется сильная фумарольная и термальная активность.
В 2007 году у юго-западного подножия вулкана построена геотермальная электростанция «Океанская». На 2020 год не функционирует 
Назван в 1946 году в честь профессора Н. Н. Баранского.

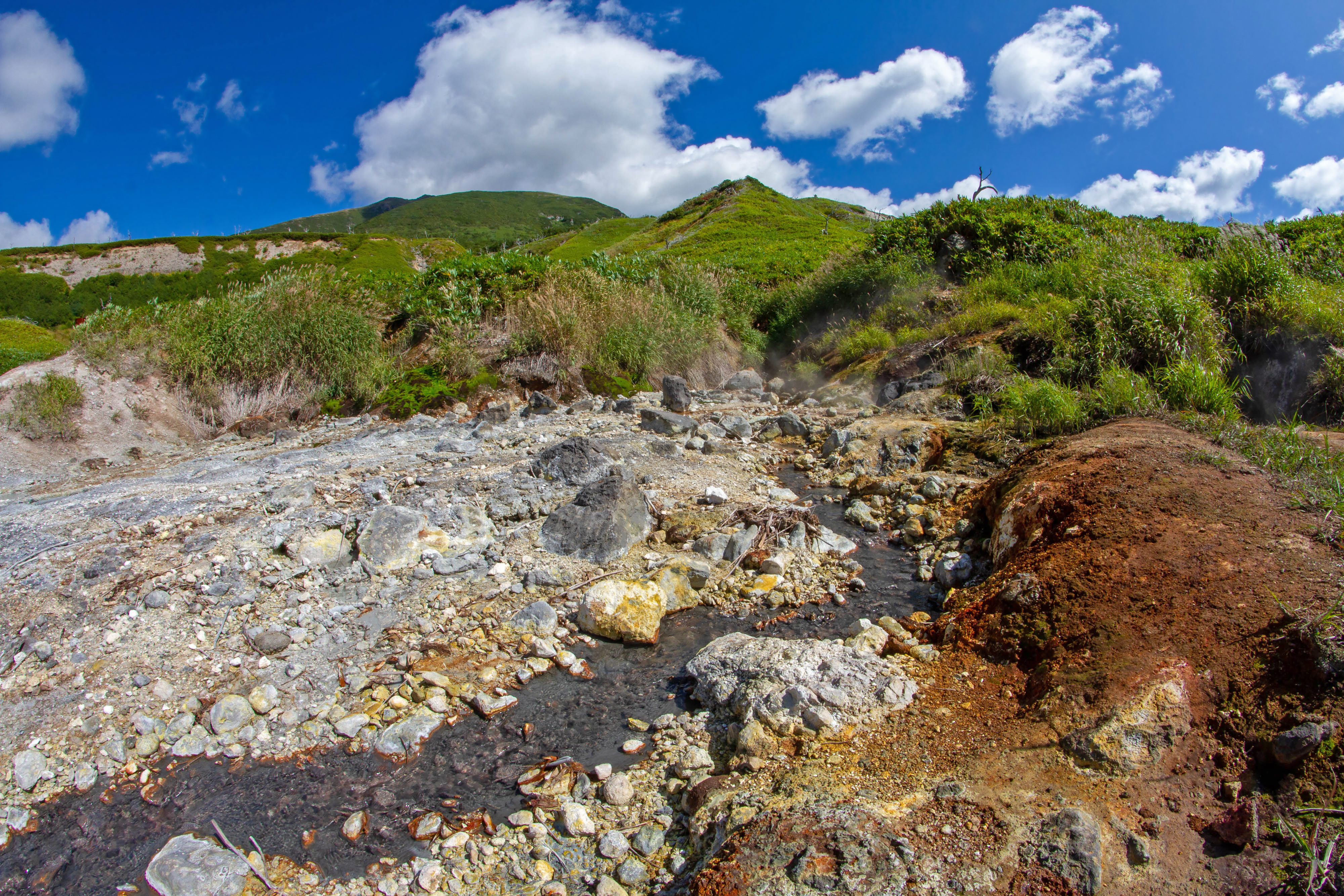
склоны вулкана
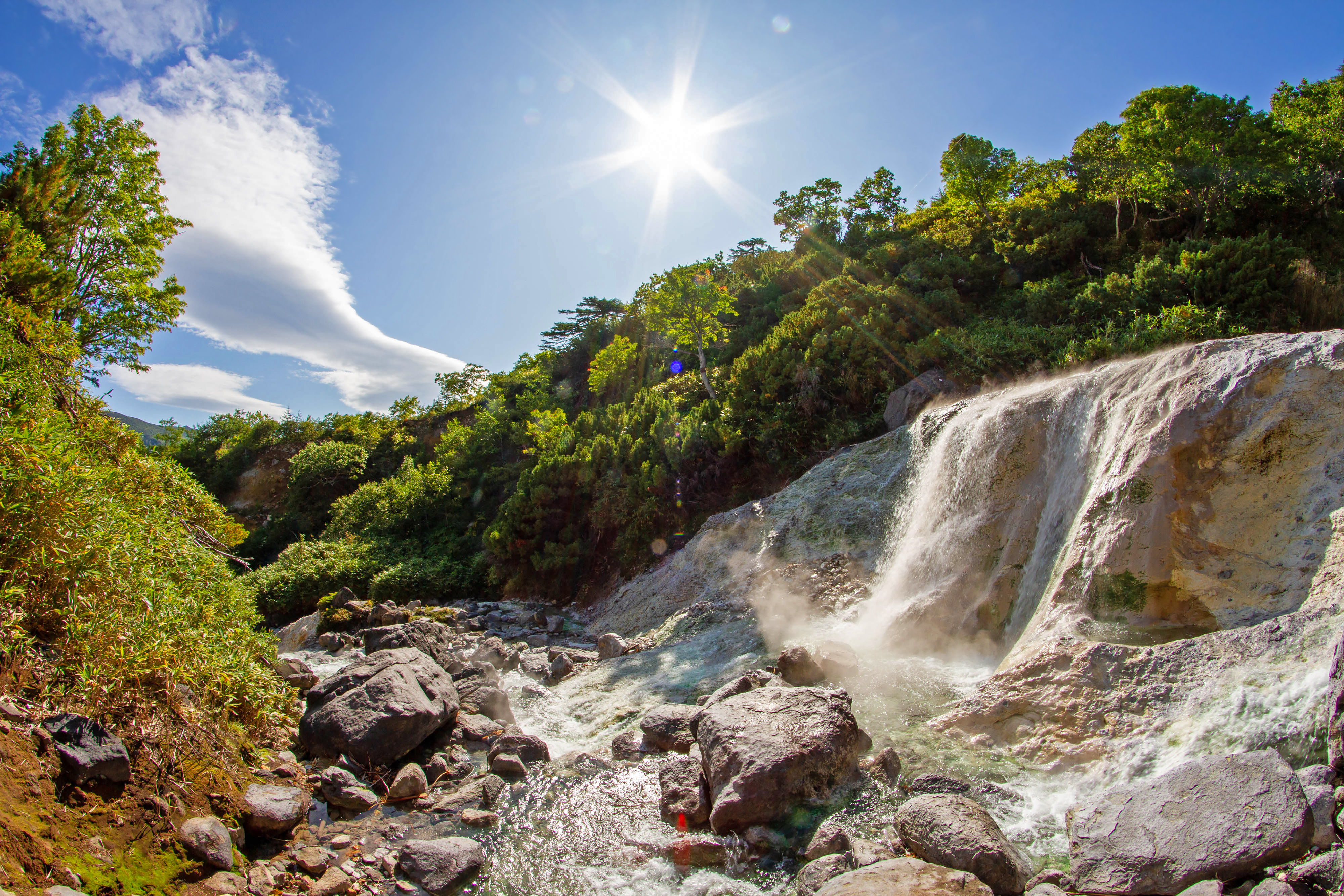
горячие источники вулкана
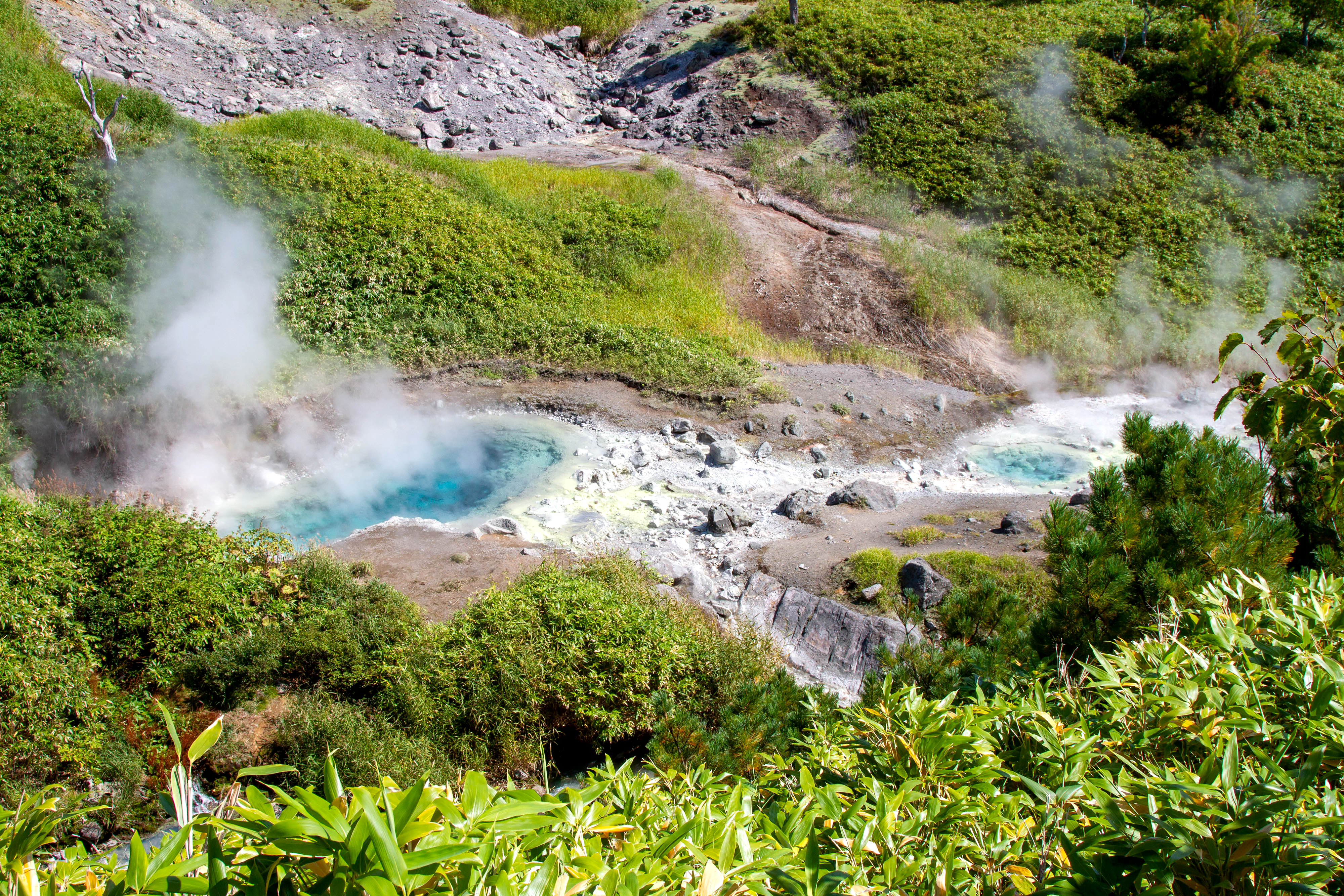
голубые озера
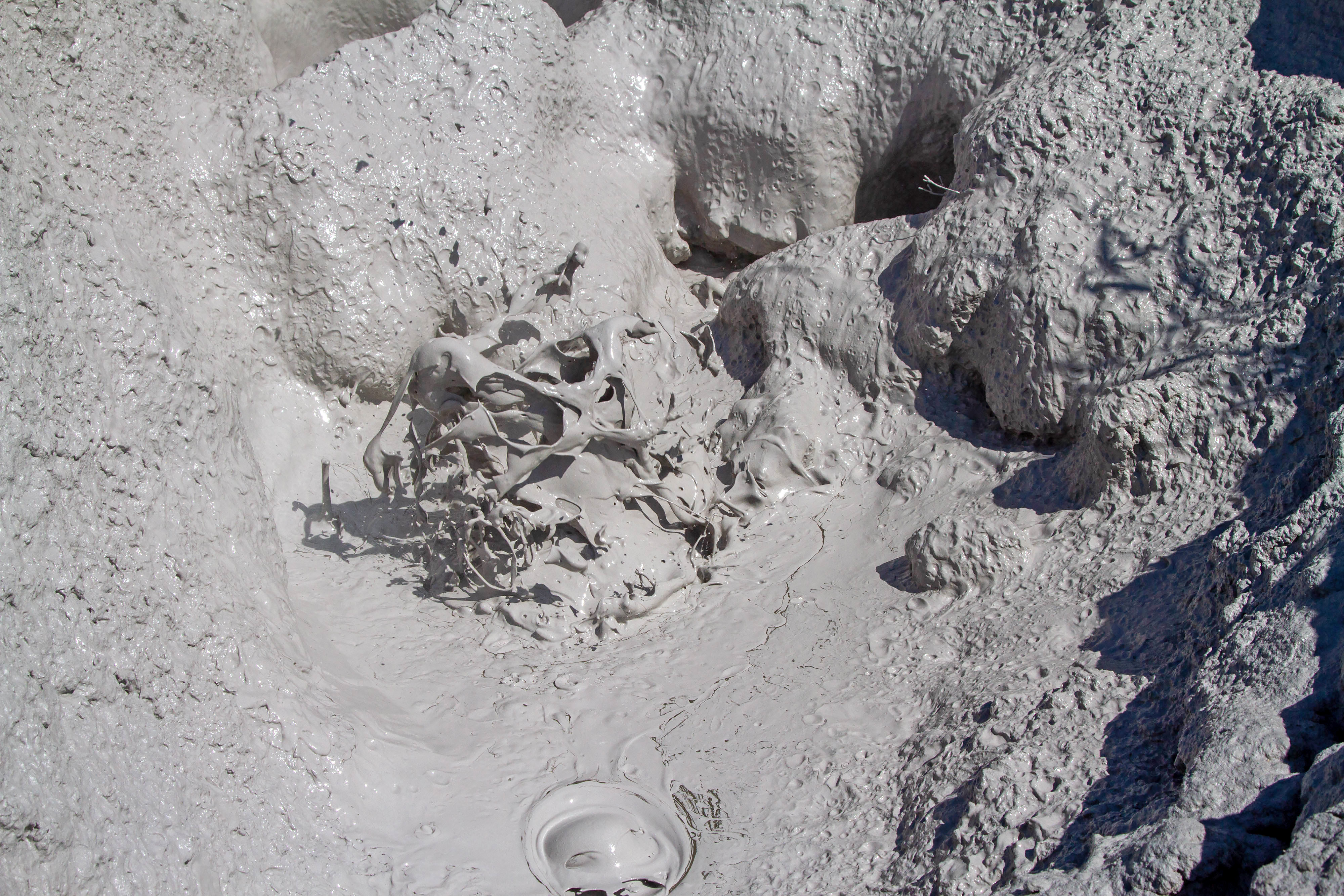
активность на вулкане

## См. также

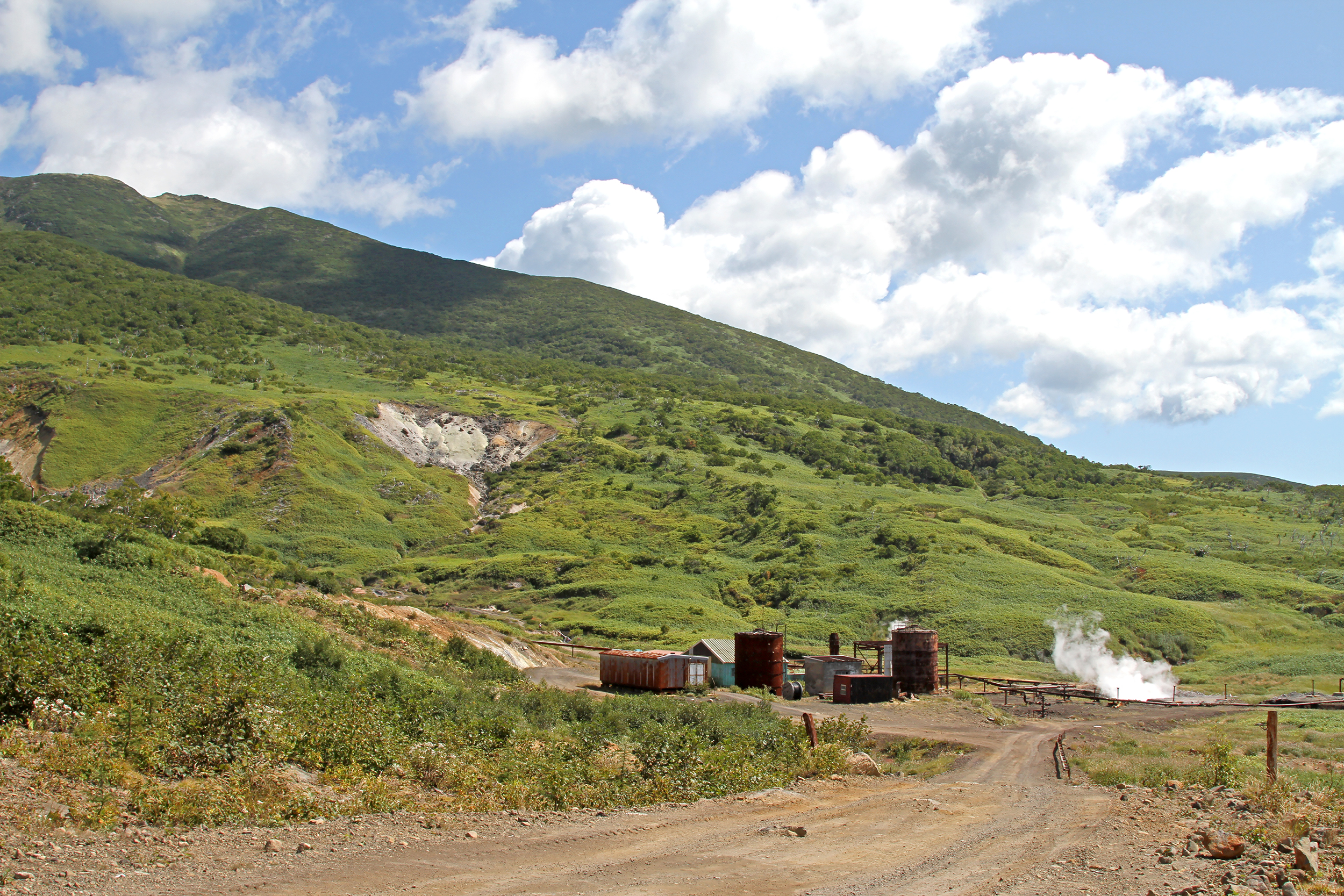
геотермальная электростанция
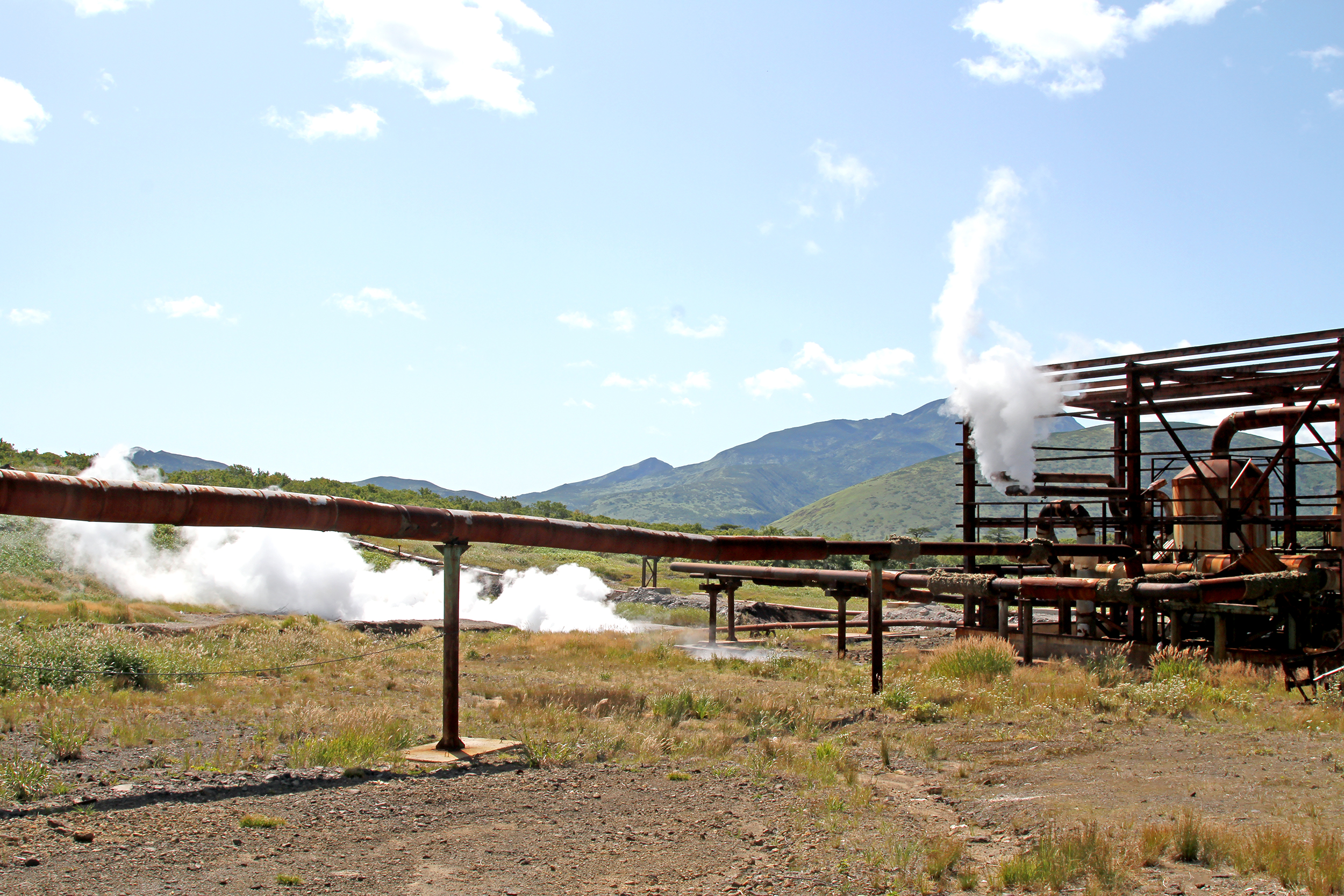
геотермальная электростанция
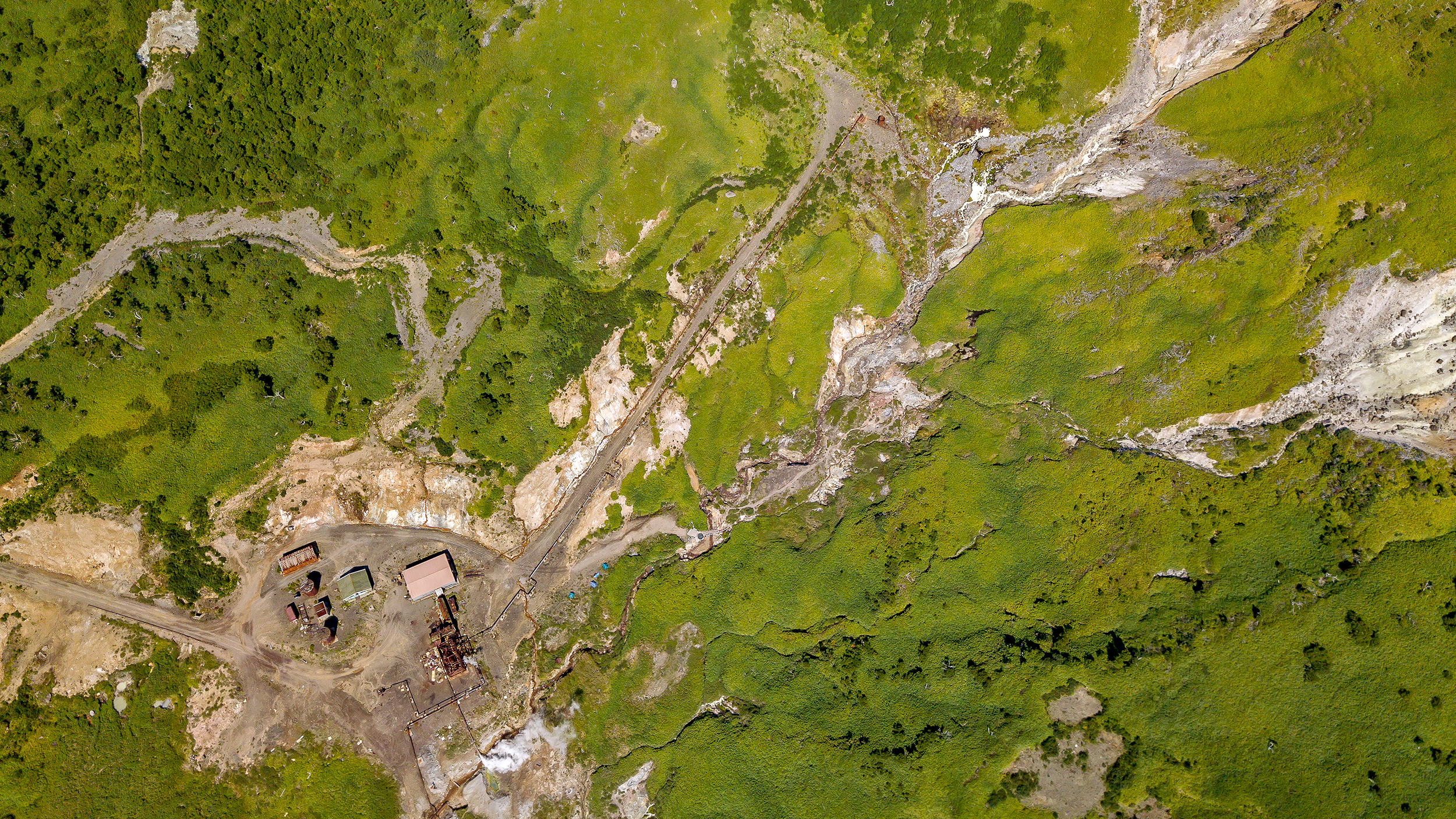
Океанская ГеоТЭС, вид сверху